# Adenochilus
Adenochilus – rodzaj roślin z rodziny storczykowatych (Orchidaceae). Obejmuje tylko dwa gatunki występujące we wschodniej Australii oraz na Nowej Zelandii. Rośliny tu zaliczane rosną w niewielkich grupach w miejscach wilgotnych na ziemi. Mają mięsiste kłącze z pojedynczym liściem. Podczas kwitnienia wytwarzają też jeden kwiat o białym okwiecie o średnicy 2–3 cm. Warżka mocno zgięta, z czerwonymi paskami i żółtymi gruczołami. Rośliny kwitną w pierwszej połowie lata.

## Systematyka
Rodzaj sklasyfikowany do podplemienia Caladeniinae w plemieniu Diurideae, podrodzina storczykowe (Orchidoideae), rodzina storczykowate (Orchidaceae), rząd szparagowce (Asparagales) w obrębie roślin jednoliściennych.
Wykaz gatunków
- Adenochilus gracilis Hook. f.
- Adenochilus nortonii Fitzg.